# 야마시타 다이스케
야마시타 다이스케(일본어: 山下 大輔, 1952년 3월 5일 ~ )는 일본의 전 프로 야구 선수이자 야구 감독, 야구 해설가·평론가이며, 현재 요코하마 DeNA 베이스타스의 2군 감독이다.
애칭은 ‘다이 짱’(大ちゃん).

## 인물

### 프로 입단 전
시즈오카현 시미즈 시(현재의 시즈오카시 시미즈구)에서 태어나 시즈오카 현립 시미즈 히가시 고등학교를 거쳐 게이오기주쿠 대학(상학부)에 진학했다. 도쿄 6대학 리그에서 유격수로서 활약하여 1971년 추계 시즌부터 리그 3연패 달성에 기여하는 등 ‘게이오의 프린스’(慶應のプリンス)라고 불리었다. 4학년 때에는 주장을 맡았고 도쿄 6대학 리그 통산 88경기에 출전해 314타수 102안타, 11홈런, 50타점, 타율 3할 2푼 5리를 기록, 수위타자 1회(1973년 춘계), 베스트 나인을 4차례나 선정되었다.

### 선수 시절
1973년 프로 야구 드래프트 회의를 앞두고 “요미우리 자이언츠가 1차 지명, 동경지역 구단에서도 상관없다”라고 태도를 표명하고 있었던 야마시타는 그 말대로 제비뽑기를 통해 1차 지명한 다이요 웨일스에 입단했다. 애당초 등번호는 20번이었는데 구단주인 나카베 겐키치는 야마시타의 입단을 환영했고 아키야마 노보루 수석 코치의 제안도 있어서 유니폼의 색을 출신지인 시즈오카 현의 명산과 연관된 오렌지(귤)와 초록(차)으로 바뀌었다(이것은 모회사가 식품 회사이므로 식품에 관한 유니폼으로 정하면서 이미지 업그레이드를 도모하는 의미도 있었다). 참고로 이 배색은 쇼난 전철의 노선색으로도 널리 알려지고 있다.
1975년에는 등번호를 1번으로 변경하면서 유격수의 주전으로 발탁되었고 이듬해 1976년부터 1983년까지 8년 연속으로 다이아몬드 글러브상(현재의 미쓰이 골든 글러브상)을 수상했다(유격수로서의 수상 횟수는 현재도 최다 기록).
1977년에 탈모 증상이 일어나면서 1982년경에 현재와 같은 후두부에 머리숱이 거의 없을 정도로 증상이 악화되었다. 한때는 CF출연 제의가 들어왔지만 거절하였는데 야마시타 대신에 기누가사 사치오가 CF에 출연하기도 했다. 1985년에는 2루수로 변환되었고 1988년 스프링 캠프 종료 후 정규 시즌 개막을 앞둔 상황에서 체력적인 한계와 시력 저하의 이유를 들어 현역 은퇴를 표명했다.
전성기에는 유격수로서의 연속 무실책이라는 센트럴 리그 신기록을 수립하면서 그 후에는 스스로 기록을 경신했고 특히 유격수로서의 연속 수비 기회 무실책 기록(322차례, 1977년 ~ 1978년)은 야마시타의 뒤를 이은 다이요의 유격수로서 활약한 다카하시 마사히로에 의해 경신되었다(353차례, 1988년 ~ 1989년). 후에는 야쿠르트 스왈로스의 이케야마 다카히로와 미야모토 신야, 주니치 드래건스의 이바타 히로카즈도 기록을 경신했다.

### 그 후
현역 은퇴는 1988년 시즌 개막 전날에 돌연 발표되었고 요코하마 다이요 웨일스는 그 해에 등번호 1번이 비어있는 상태에서 시즌을 보내게 되었다. 이듬해 1989년부터 1992년까지 TBS의 야구 해설위원을 맡았는데 그 사이 요코하마 다이요에서는 1989년부터 포수인 다니시게 모토노부가 등번호 1번을 물려받았다. 1993년에는 구단명이 요코하마 다이요 웨일스에서 요코하마 베이스타스로 변경되어 그 해에 감독으로 취임한 곤도 아키히토의 요청으로 1군 수비 주루 코치로 발탁되었다. 곤도 감독은 “등번호 1번은 포수 이미지에 맞지 않는다”라고 말하면서 다니시게를 8번으로 변경시켰고, 내야수 신도 다쓰야(1992년까지 36번)에게 1번을 주었는데 곤도 감독이 현역 시절 다이요에서 활약하여 야마시타가 입단하기 전까지 등번호 1번을 떠맡기도 했다.
1995년까지 1군에서 코칭 스태프로 활동한 후 이듬해 1996년부터 1997년까지 2군 수석 코치를 맡았고, 1998년부터 2000년까지 곤도 히로시 감독의 지휘하에 1군 수석 코치로 발탁되어 1998년에 팀의 센트럴 리그 우승과 일본 시리즈 우승을 동시에 이끌기도 했다. 2000년 시즌 종료 후 곤도 히로시가 감독직에서 퇴임함과 동시에 자신도 팀을 떠났다. 2001년에는 NHK 야구 해설위원으로 발탁되면서 주로 메이저 리그 중계를 담당했고, 닛칸 스포츠의 평론가로도 같이 활동했다.
2003년에는 현역 시절 친정팀이자 코치로 활동했던 요코하마 베이스타스의 감독으로 발탁되었는데 투수진의 붕괴와 잇따른 수비 실책으로 팀은 침체에 빠졌고 같은 해 센트럴 리그 우승을 제패한 한신 타이거스와의 전적에서 16연패를 당하는 최악의 성적을 기록했다. 최종 성적은 45승 94패를 기록하면서 드래프트제 도입 이후 다이요 웨일스와 요코하마 다이요 웨일스, 요코하마 베이스타스에 있어서의 가장 낮은 승률인 3할 2푼 4리를 나타냈다.
요코하마의 2년차 감독으로서 맞이한 2004년에는 시즌 개막 이후 4월 한 달 동안 리그 선두로 나서는 등의 선전을 했지만 그 후에도 전년도 시즌과 마찬가지로 뚜렷한 활약을 보여주지 못한 채 결국에는 리그 최하위로 떨어졌으며 시즌 종료 후 성적 부진에 대한 책임을 지고 감독직에서 물러났다. 재임 2년 동안 2년 연속 최하위권에서 벗어나지는 못했지만 곤도 히로시 감독 시대 말기부터 모리 마사아키 감독 시절에 걸쳐 일어난 구단 내부의 불협화음을 극복하면서 젊은 선수들을 육성했다는 성과를 남겼다.
요코하마의 감독직에서 물러난 이듬해 2005년에 창단한 도호쿠 라쿠텐 골든이글스의 1군 수석 코치로 발탁되었는데 우승을 포함한 3년 연속으로 팀의 A클래스(1위 ~ 3위, 상위권을 지칭하는 일본 언론의 표현)를 유지했다는 요코하마 수석 코치로 있을 당시의 실적에 대해 높은 평가받았다(감독은 다오 야스시). 그러나 라쿠텐의 수석 코치로 부임한 이후 5월에는 팀의 성적 부진으로 인해 2군 감독으로 배치 전환되었고 시즌 종료 후 코치직에서 물러났다. 다음해인 2006년부터 라쿠텐의 구단편성본부장을 맡아 2007년 말에 사직했다.
2009년부터 2010년까지 미국 메이저 리그 로스앤젤레스 다저스 산하 루키리그의 내야 수비 코치를 역임했고 2011년 11월에는 미야자키현에서 열린 휘닉스 교육 리그에 KBO 리그 팀인 두산 베어스의 인스트럭터로 초빙되어 두산 베어스 선수들과 함께 1대 1 지도를 하였다.
2012년부터는 현역 시절 친정팀인 요코하마 DeNA 베이스타스의 2군 감독으로 발탁되었다.

## 상세 정보

### 출신 학교
- 시즈오카 현립 시미즈히가시 고등학교
- 게이오기주쿠 대학

### 선수 경력
- 다이요 웨일스·요코하마 다이요 웨일스(1974년 ~ 1988년)

### 지도자·기타 경력
- TBS·닛칸 스포츠 야구 해설위원(1989년 ~ 1992년)
- 요코하마 베이스타스 1군 내야 수비 코치(1993년 ~ 1995년)
- 요코하마 베이스타스 2군 수석 코치(1996년 ~ 1997년)
- 요코하마 베이스타스 1군 수석 코치(1998년 ~ 2000년)
- NHK·닛칸 스포츠 야구 해설위원(2001년 ~ 2002년)
- 요코하마 베이스타스 감독(2003년 ~ 2004년)
- 도호쿠 라쿠텐 골든이글스 1군 수석 코치(2005년)
- 도호쿠 라쿠텐 골든이글스 구단편성본부장(2006년 ~ 2007년)
- 닛칸 스포츠·TBS·TV 가나가와 야구 해설위원(2008년)
- 로스앤젤레스 다저스 산하 루키리그 내야 수비 코치(2009년 ~ 2010년)
- 요코하마 DeNA 베이스타스 2군 감독(2012년 ~ )

### 수상·타이틀 경력
- 베스트 나인 : 1회(1981년)
- 다이아몬드 글러브상 : 8회(1976년 ~ 1983년)
- 월간 MVP : 1회(1981년 6월)

### 개인 기록
- 올스타전 출장 : 4회(1974년, 1975년, 1978년, 1981년)
- 유격수 최고 수비율 : .988(1976년, 당시 센트럴 리그 최고 기록)
- 유격수 연속 수비 기회 무실책 : 205차례(1976년 7월 11일 ~ 1977년 4월 5일, 당시 센트럴 리그 기록)
- 유격수 연속 수비 기회 무실책 : 322차례(1977년 8월 28일 ~ 1978년 5월 6일, 당시 일본 기록)
- 통산 1000경기 출장 : 1982년 7월 22일(230번째)

### 등번호
- 20(1974년)
- 1(1975년 ~ 1988년)
- 80(1993년 ~ 2000년)
- 86(2003년 ~ 2004년)
- 77(2005년)
- 88(2012년 ~ )

### 연도별 타격 성적
| 연 도       | 소 속       | 경 기 | 타 석 | 타 수 | 득 점 | 안 타 | 2 루 타 | 3 루 타 | 홈 런 | 루 타 | 타 점 | 도 루 | 도 루 자 | 희 생 번 | 희 생 플 | 볼 넷 | 고 4 | 사 구 | 삼 진 | 병 살 타 | 타 율 | 출 루 율 | 장 타 율 | O P S |
| ----------- | ----------- | ----- | ----- | ----- | ----- | ----- | ------- | ------- | ----- | ----- | ----- | ----- | -------- | -------- | -------- | ----- | ---- | ----- | ----- | -------- | ----- | -------- | -------- | ----- |
| 1974년      | 다이요      | 92    | 186   | 166   | 15    | 30    | 1       | 1       | 4     | 45    | 9     | 1     | 1        | 1        | 0        | 13    | 0    | 6     | 37    | 3        | .181  | .265     | .271     | .536  |
| 1975년      | 다이요      | 103   | 257   | 222   | 28    | 55    | 12      | 2       | 3     | 80    | 10    | 6     | 4        | 7        | 2        | 21    | 2    | 5     | 37    | 4        | .248  | .324     | .360     | .684  |
| 1976년      | 다이요      | 113   | 428   | 380   | 47    | 105   | 19      | 2       | 7     | 149   | 21    | 14    | 9        | 4        | 1        | 41    | 1    | 2     | 43    | 5        | .276  | .349     | .392     | .741  |
| 1977년      | 다이요      | 105   | 488   | 423   | 77    | 110   | 17      | 3       | 18    | 187   | 48    | 6     | 7        | 12       | 2        | 49    | 2    | 2     | 68    | 6        | .260  | .338     | .442     | .780  |
| 1978년      | 다이요      | 129   | 546   | 466   | 55    | 118   | 22      | 8       | 9     | 183   | 41    | 8     | 2        | 14       | 2        | 61    | 4    | 3     | 77    | 12       | .253  | .342     | .393     | .735  |
| 1979년      | 다이요      | 129   | 530   | 458   | 59    | 129   | 24      | 3       | 12    | 195   | 53    | 6     | 4        | 11       | 6        | 53    | 4    | 2     | 63    | 7        | .282  | .355     | .426     | .780  |
| 1980년      | 다이요      | 121   | 461   | 419   | 50    | 111   | 21      | 4       | 9     | 167   | 41    | 15    | 6        | 9        | 3        | 29    | 1    | 1     | 52    | 9        | .265  | .312     | .399     | .711  |
| 1981년      | 다이요      | 130   | 554   | 490   | 68    | 136   | 31      | 1       | 16    | 217   | 52    | 6     | 11       | 9        | 2        | 51    | 1    | 2     | 38    | 10       | .265  | .336     | .443     | .779  |
| 1982년      | 다이요      | 130   | 592   | 519   | 79    | 144   | 23      | 2       | 18    | 225   | 42    | 3     | 4        | 12       | 2        | 54    | 5    | 5     | 50    | 3        | .277  | .350     | .434     | .784  |
| 1983년      | 다이요      | 130   | 575   | 495   | 73    | 133   | 33      | 2       | 11    | 203   | 36    | 11    | 4        | 9        | 2        | 66    | 7    | 3     | 42    | 11       | .269  | .357     | .410     | .767  |
| 1984년      | 다이요      | 116   | 468   | 413   | 38    | 102   | 6       | 0       | 6     | 126   | 33    | 4     | 3        | 14       | 5        | 36    | 1    | 0     | 36    | 9        | .247  | .304     | .305     | .609  |
| 1985년      | 다이요      | 99    | 329   | 293   | 25    | 82    | 17      | 0       | 6     | 117   | 25    | 3     | 2        | 8        | 1        | 26    | 1    | 1     | 32    | 6        | .280  | .340     | .399     | .739  |
| 1986년      | 다이요      | 118   | 381   | 343   | 31    | 91    | 14      | 0       | 7     | 126   | 33    | 9     | 2        | 10       | 4        | 22    | 2    | 2     | 52    | 3        | .265  | .310     | .367     | .677  |
| 1987년      | 다이요      | 94    | 196   | 172   | 12    | 32    | 5       | 0       | 3     | 46    | 11    | 3     | 3        | 11       | 1        | 12    | 1    | 0     | 15    | 1        | .186  | .238     | .267     | .505  |
| 통산 : 14년 | 통산 : 14년 | 1609  | 5991  | 5259  | 657   | 1378  | 245     | 28      | 129   | 2066  | 455   | 95    | 62       | 131      | 33       | 534   | 32   | 34    | 642   | 89       | .262  | .332     | .393     | .725  |

- 굵은 글씨는 시즌 최고 성적.
- 1988년은 1군 출장 없음.

### 감독으로서의 팀 성적
| 연도       | 소속       | 순위       | 경기 | 승리 | 패전 | 무승부 | 승률 | 승차          | 팀 홈런       | 팀 타율       | 팀 평균자책점 | 연령          |
| ---------- | ---------- | ---------- | ---- | ---- | ---- | ------ | ---- | ------------- | ------------- | ------------- | ------------- | ------------- |
| 2003년     | 요코하마   | 6위        | 140  | 45   | 94   | 1      | .324 | 42.5          | 192           | .258          | 4.80          | 51세          |
| 2004년     | 요코하마   | 6위        | 138  | 59   | 76   | 3      | .437 | 20.0          | 194           | .279          | 4.47          | 52세          |
| 통산 : 2년 | 통산 : 2년 | 통산 : 2년 | 278  | 104  | 170  | 4      | .380 | B클래스 : 2회 | B클래스 : 2회 | B클래스 : 2회 | B클래스 : 2회 | B클래스 : 2회 |